# 大阪市立日東小学校
大阪市立日東小学校（おおさかしりつ にっとうしょうがっこう）は、大阪府大阪市浪速区日本橋東三丁目にあった公立小学校。
1942年に開校した。浪速区の東部・日東地区を校区としていた。地域の学校再編計画により、2017年に3小学校統合で新設された大阪市立浪速小学校（日本橋小中一貫校）に統合される形で閉校となっている。

## 沿革
地域の児童数増加により、従来の大阪市天王寺第三尋常小学校（1941年大阪市逢坂国民学校）から分離する形で、1924年8月29日に大阪市天王寺第九尋常小学校として開校した。
なお、分離元の天王寺第三尋常小学校は、1907年1月に天王寺第一尋常小学校（現在の大阪市立天王寺小学校）より分離する形で開校している。天王寺第三尋常小学校は、現在の浪速区下寺3丁目17番付近にあった。
1941年には国民学校令により、大阪市日東国民学校へと改称した。1944年には学童疎開が実施されることになり、児童は滋賀県野洲郡中里村（現在の野洲市）へ集団疎開を実施した。また逢坂国民学校の児童は滋賀県栗太郡草津町・志津村（以上、現在の草津市）および同郡治田村（現在の栗東市）へ疎開している。
太平洋戦争の戦災は浪速区にも重大な被害を及ぼした。同区では終戦直後の人口が1944年時点と比較して約95%減少し、また地域も焼け野原となった。これに伴い終戦直後の1946年には国民学校の整理・統廃合がおこなわれ、日本橋国民学校・逢坂国民学校の2校が休校して日東国民学校に統合している。
学制改革により1947年には大阪市立日東小学校となった。戦災からの地域復興により、1949年には大阪市立日本橋小学校が再開している。
2010年代には地域で学校再編計画が持ち上がり、日本橋小学校、大阪市立恵美小学校と統合することが決まった。2017年4月1日付で、日本橋中学校の敷地に大阪市立浪速小学校を新設し、施設一体型小中一貫校「大阪市立浪速小学校・日本橋中学校（通称・愛称：日本橋小中一貫校）」へと移行したことに伴い、日東小学校など3校は浪速小学校に統合される形で、2017年3月31日付で閉校となっている。

### 年表
- 1924年8月29日 - 大阪市天王寺第九尋常小学校として開校。
- 1927年10月18日 - 現在地に移転。
- 1941年4月1日 - 国民学校令により、大阪市日東国民学校に改称。
- 1944年9月6日 - 滋賀県野洲郡中里村（現在の野洲市）へ集団疎開。
- 1946年4月1日 - 戦災被災により、日本橋国民学校・逢坂国民学校の2校を統合。
- 1947年4月1日 - 学制改革により、大阪市立日東小学校となる。
- 1949年9月1日 - 戦災で統合した大阪市立日本橋小学校が復興開校。当校より分離。
- 1958年4月 - 逢坂分校を開設。
- 1965年3月 - 逢坂分校を廃止。
- 2017年4月 - 閉校。大阪市立浪速小学校・日本橋中学校に統合。

## 跡地利用構想
閉校後の跡地利用については、大阪市教育委員会が「不登校特例校」（学びの多様化学校）の中学校を設置し、また大阪市立天王寺中学校夜間学級と大阪市立文の里中学校夜間学級を統合する形で夜間学級（夜間中学）を併設する構想を立てた。新設の中学校は大阪市立心和中学校の名称で、2024年度に開校した。

## 通学区域
- 大阪市浪速区 下寺2-3丁目、日本橋西2丁目、日本橋東2-3丁目の全域。
- 大阪市浪速区 日本橋4-5丁目、日本橋西1丁目、敷津東1-3丁目のそれぞれ一部。

卒業生は大阪市立日本橋中学校へ進学していた。

## 交通
- 大阪市営地下鉄堺筋線 恵美須町駅 1A号出口 北東へ約300m。
- 大阪市営地下鉄谷町線 四天王寺前夕陽ヶ丘駅 5号出口 西へ約700m。